# Nežárka (fiume)
Il Nežárka  è un fiume della Repubblica Ceca affluente del Lužnice, dove confluisce dopo circa 56 chilometri di percorso, durante il quale attraversa varie località, tra cui Lásenice, Stráž nad Nežárkou e Jindřichův Hradec.